# Тип 73 (пулемёт)
7,62-мм пулемёт Тип 73 — северокорейский ручной пулемёт. Принят на вооружение армии КНДР в 1973 году.

## Описание
Отличительная особенность пулемёта от подавляющего большинства зарубежных аналогов — это двойное питание патронами — без какой-либо смены штатных узлов могут использоваться вставляемые в оружие сверху коробчатые магазины на 30 патронов или нерассыпная металлическая лента с замкнутым звеном от пулемёта Калашникова.
Тип 73 является слиянием двух успешных конструкций своего времени — советского пулемёта Калашникова и чехословацкого Vz.52. От первого были унаследованы устройство общих узлов и механизмов. От второго перешли узлы питания пулемёта, приклад и дульный гранатомёт. Питание осуществляется как из ленты, так и из специальных магазинов ёмкостью 30 патронов и даже из магазинов винтовки СВД.
Из-за вставляемого сверху магазина прицельные приспособления смещены влево от оси оружия, как у ZB vz. 26 или Bren. Ещё одна отличительная особенность ручного пулемёта Тип 73 — наличие штатных сменных дульных насадок, одной с дульным тормозом-компенсатором и второй — с трубчатой внешней направляющей для запуска винтовочных гранат.
Принцип работы пулемёта: используется газоотводная автоматика, запирание ствола осуществляется поворотом затвора. Огонь ведётся с открытого затвора, только в автоматическом режиме. Ствол воздушного охлаждения быстросменный.
Штатно комплектуется деревянным прикладом, пистолетной рукояткой и складной металлической сошкой. Прицельные приспособления смещены влево от оси оружия. Отличительная особенность — наличие сменных дульных насадок, наворачивающихся поверх ствола, перед газовым блоком. Пулемёт комплектуется двумя видами насадок: одной с дульным тормозом-компенсатором в передней части и второй с трубчатой внешней направляющей для запуска винтовочных гранат. Одна из дульных насадок, как правило, ставится непосредственно на ствол, вторая (неиспользуемая в данный момент) крепится под газовой трубкой пулемёта.

## Использование
Поставлялся в 1980-х в Иран и Африку. С 2015 года используется хуситами в Йемене и шиитской милицией в Ираке и Сирии.